# Проектное финансирование
Проектное финансирование — финансирование инвестиционных проектов, при котором источником обслуживания долговых обязательств являются денежные потоки, генерируемые проектом. Специфика этого вида инвестирования состоит в том, что оценка затрат и доходов осуществляется с учётом распределения риска между участниками проекта.
Проектное финансирование — это метод привлечения долгосрочного заемного финансирования для крупных проектов, посредством финансового инжиниринга, основанный на займе под денежные потоки, создаваемые только самим проектом, и является сложным организационным и финансовым мероприятием по финансированию и контролю исполнения проекта его участниками.
Проектное финансирование — это относительно новая финансовая дисциплина, которая за последние 20 лет получила широкое распространение в развитых странах мира и последние 10 лет стала активно применяться в России.

## Преимущества проектного финансирования
Проектное финансирование имеет свои определённые преимущества, тем оно и отличается от других форм финансирования.
От синдицированного кредитования оно отличается тем, что имеет не обезличенный, а адресно-целевой характер.
От венчурного финансирования — тем, что не сопровождается большими рисками, которые всегда сопровождают разработку и внедрение новых технологий и новых продуктов. Проектное финансирование имеет дело с более-менее известными технологиями.
Реализация таких проектов более предсказуема, чем реализация инновационных.
Но и здесь имеются риски, которые имеют специфический характер, обусловленный задачами реализации проектов (задержка ввода объекта в эксплуатацию, повышение цен на сырье и материалы, превышение сметы строительства и др.).
Главным преимуществом проектного финансирования является то, что оно позволяет сконцентрировать значительные денежные ресурсы на решении конкретной хозяйственной задачи, существенно снижая риск благодаря значительному числу участников соглашения.

## Критерии проектного финансирования
Структуры проектного финансирования могут отличаться в зависимости от специфики финансирования проекта, особенностей назначения проекта, а также от вида договора (контракта), являющегося основой для финансирования. Но существуют общие принципы, лежащие в основе метода проектного финансирования:
- Проектное финансирование используется для финансирования относительно «обособленного» проекта (с юридической и экономической стороны) через юридическое лицо, специализирующееся на реализации этого проекта (часто для получения и использования проектного финансирования создают отдельную, так называемую проектную компанию);
- Как правило, чаще, проектное финансирование применяется для нового проекта, чем для уже созданного бизнеса (обычно используют при реструктуризации задолженности);
- Источник возврата вложенных средств — прибыль от реализации инвестиционного проекта (обособленная от финансовых результатов деятельности инициаторов проекта).
- Доля привлечённого капитала в общем объёме финансирования проекта составляет 70-80 % (большой финансовый рычаг);
- Для заемного капитала проектного финансирования инвесторы не предоставляют обеспечение или гарантии, либо обеспечение или гарантии не полностью покрывают финансовые риски по проекту;

Заимодавцы, при выплате процентов и долгов, рассчитывают, в основном, на поступление денежных средств от реализации проекта (будущую прибыль), а не на стоимость активов и финансовые показатели компании.
- Основными гарантиями для заимодавцев являются контракты компании, лицензии и исключительные права использования и разработки ценных активов, или технологии и производство конкурентоспособной продукции.
- Проект имеет ограниченный срок жизни — срок действия контракта или лицензии на виды работ или разработку активов, срок ввода в эксплуатацию объектов или сооружений, начало серийного выпуска продукции.

## Виды проектного финансирования
- Финансирование с полным регрессом на заемщика: применяется, как правило, при финансировании некрупных, малорентабельных проектов. В этом случае заемщик принимает на себя все риски, связанные с реализацией проекта[источник не указан 1905 дней];
- финансирование без регресса на заемщика: предусматривает, что все риски, связанные с проектом, берёт на себя кредитор. Данные проекты наиболее прибыльные и привлекательные для инвестиций, дающие в результате реализации проекта конкурентоспособную продукцию[источник не указан 1905 дней];
- финансирование с ограниченным регрессом на заемщика. наиболее распространённая форма финансирования. Все участники распределяют генерируемые проектом риски, следовательно, каждый заинтересован в положительных результатах реализации проекта на всех стадиях его реализации[источник не указан 1905 дней].

## Особенности оценки проектов
В связи с отсутствием гарантий и обеспечения по проекту потенциальным кредиторам и инвесторам, при принятии решения (анализе проекта) о своем участии в проекте, необходимо учитывать ещё несколько принципиальных особенностей проектного финансирования, которые требуют особого подхода от аналитиков:
- сроки таких проектов обычно достаточно велики. Если в жилищном строительстве небольшие проекты ещё могут укладываться в два-три года, то во всех прочих вариантах проектного финансирования речь почти всегда идет о сроках свыше пяти лет, и нет ничего необычного в проектах, которым требуется кредитование на срок больше десяти лет (хотя надо признать, что такие сроки встречаются нечасто);
- во всех, без исключения, случаях проектного финансирования инвестиционная фаза (этап «сооружения» проекта) достаточно сложна и её успешное завершение нельзя гарантировать;
- исследования рынка выглядят сложнее, чем в случаях с менее значительными инвестициями, так как в процессе реализации таких проектов создаются товары или услуги, для которых трудно подобрать аналоги и историю продаж, а иногда появление на рынке завершенного проекта меняет этот рынок так, что предыдущая история становится не актуальной.

Для этого инвесторам, кредиторам необходимо создавать команду специалистов по проработке данного проекта, которая обладает всеми необходимыми знаниями в областях:
- инжиниринг;
- эксплуатация;
- правовые вопросы, касающиеся процедур приобретения, получения разрешений, разработки проектных контрактов, оформления документов, необходимых для кредитования, и т. п.;
- бухучет и налогообложение;
- финансовое моделирование;
- финансовое структурирование.

Очень важно, чтобы это команда была хорошо организована: одна из наиболее часто встречающихся ошибок при реализации проекта — когда инвесторы (спонсоры) договариваются с проектной компанией об устраивающей их сделке, которая неприемлема с точки зрения проектного финансирования.
В связи с тем, что процесс разработки всех проектов может занимать от нескольких месяцев до нескольких лет, инвесторам не стоит недооценивать масштаб издержек. Серьёзные издержки неизбежны, так как персонал, нанятый инвесторами для разработки проекта, работает над ним в течение длительного периода времени, возможно проводя много времени в поездках или создав местный офис. Кроме того необходимо учесть издержки, связанные с привлечением внешних консультантов. Издержки на разработку могут достигать 2,5-5 % стоимости проекта, и всегда существует риск, что проект окажется неэффективным и все издержки придется списать. Следовательно система регулирования затрат играет существенную роль. (Экономии за счёт масштаба работ тоже не всегда можно достичь — крупные проекты нуждаются и в более сложной структуре, поэтому стоимость разработки остаётся относительно высокой.)

## Участники проектного финансирования
В проекте, который принято считать реализующимся на условиях проектного финансирования, задействованы как минимум три участника:
- проектная компания. Она создаётся специально для проекта, отвечает за его реализацию и обычно не имеет ни финансовой истории, ни имущества для залога. Именно использование проектной компании является главной отличительной особенностью этого вида проектов. Ответственность и риски по инвестированному капиталу не возлагаются на проверенное и солидное предприятие, а, как и финансирование, сложным образом распределяются между участниками процесса и регулируются набором контрактов и соглашений.
- инвестор, вкладывающий средства в собственный капитал проектной компании. Инвестор, с одной стороны, редко ограничивается лишь денежными вкладами и получением прибыли, а с другой стороны, особенно когда инвесторов несколько, их вложения вообще могут заключаться не в финансовых вливаниях. Такие инвесторы инициируют проект, создают проектную компанию и в той или иной форме рассчитывают извлекать выгоду из её успешной деятельности.
- кредитор. Помимо того, что проектная компания, получающая кредит, не имеет ни залогов, ни поручителей в традиционном понимании этих терминов, доля заемного капитала в проектном финансировании значительно выше, чем в обычных корпоративных кредитах и средняя сумма, предоставляемая кредитором, составляет 70-80 % всех капитальных затрат проекта. Понятно, что это ставит кредитора в сложные условия и требует от него не только поиска альтернативных путей защиты своих капиталов, но и особенно тщательного анализа всех тонкостей финансируемого мероприятия.